# Notocaryoplana arctica
Notocaryoplana arctica är en plattmaskart som beskrevs av Steinböck 1935. Notocaryoplana arctica ingår i släktet Notocaryoplana och familjen Otoplanidae. Inga underarter finns listade i Catalogue of Life.